# Cawan
Cawan is een bestuurslaag in het regentschap Klaten van de provincie Midden-Java, Indonesië. Cawan telt 3096 inwoners (volkstelling 2010).